# Elisabeth Dhanens
Elisabeth Dhanens (Eeklo, 10 mei 1915 – 11 maart 2014)) was een Belgische kunsthistorica, gespecialiseerd in de kunst van de Vlaamse Primitieven, meer bepaald in de werken van de gebroeders Hubert en Jan van Eyck

## Levensloop
Elisabeth Dhanens werd geboren in het gezin met zes kinderen van Arthur Dhanens (1876-1942) en Maria-Theresia Piessens (°1887). Ze bleef ongehuwd. Ze studeerde kunstgeschiedenis aan de Rijksuniversiteit Gent en doctoreerde er in 1945 met een thesis gewijd aan de zestiende-eeuwse schilder Jan van Roome. Een Fullbrightbeurs liet haar toe in de Verenigde Staten te gaan studeren.
Dhanens werd vorser in het laboratorium van het Koninklijk Instituut voor het Kunstpatrimonium (1945-1952). Ze deed ook onderzoek in Italië. Vervolgens werd ze inspecteur voor het erfgoed in de provincie Oost-Vlaanderen (1952-1976). Tijdens die periode maakte ze heel wat inventarissen op, meer bepaald van de kunstwerken in kerken, die uitmondden in een publicatie van acht volumes.
Met de inventaris van de Sint-Baafskathedraal begon haar levenslange belangstelling voor een studie over de gebroeders Van Eyck en meer bepaald over Het Lam Gods. Terugkerende naar de beschikbare oorspronkelijke documenten slaagde ze er in het werk opnieuw in zijn oorspronkelijke context te plaatsen en verkeerde interpretaties en mythes uit de weg te ruimen.
Zij bestudeerde ook de twaalfde-eeuwse theoloog Rupert van Deutz, van wie ze aantoonde dat zijn commentaren invloed hadden op de iconografie van de Van Eycks. Nadat ze een boek publiceerde in 1973, gewijd aan Het Lam Gods, publiceerde ze verschillende deelstudies over de Van Eycks, die uitmondden in haar standaardwerk van 1980, dat door collega's als een vernieuwend en indrukwekkend boek werd begroet.

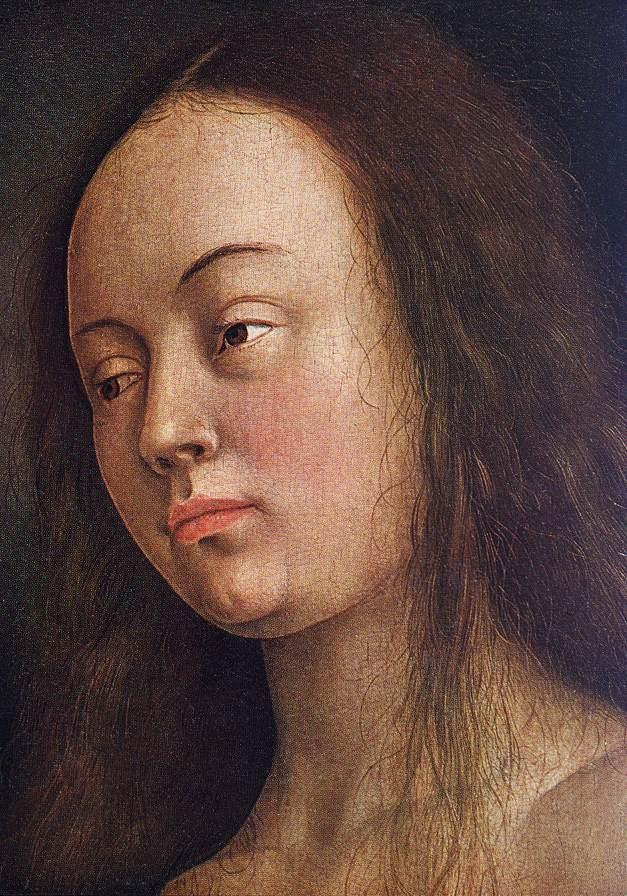
Eva op het Lam Gods

Ze publiceerde ook studies over Gentse kunstenaars die actief waren tussen 1432 en 1465, en toonde de invloed aan die Het Lam Gods op velen onder hen uitoefende, onder meer op Hugo van der Goes en Rogier van der Weyden. Haar studies brachten er haar ook toe een werk dat in de Uffizi, tot dan toe aan Van der Weyden was toegeschreven, aan Hans Memling toe te wijzen.
Zij werd lid van de Koninklijke Vlaamse Academie voor Wetenschappen, Letteren en Kunsten van België. Van 1970 tot 1990 zetelde ze ook in allerhande besturen.
Ze was ook de oprichtster van het Heemkundig Genootschap van het Meetjesland.

## Publicaties
- Margareta van Oostenrijk en haar stichting te Brou, in: Dietsche Warande en Belfort, 1940.
- Wandtegeltjes: de geschiedenis van het oud en het nieuw testament voorgesteld op de tegels van een 18-eeuwse haard, verklaard door teksten uit Spanoghes aldernouwkeurigste verhandelinge en een inleiding over de Nederlandsche Tegelindustrie, 1947.
- Jan van Roome, alias van Brussel, schilder", in: Gentse Bijdragen tot de Kunstgeschiedenis, 1948.
- (samen met Domien Roggen) De humanist Busleyden en de oorsprong van het Italianisme in de Nederlandse kunst, Antwerpen, De Sikkel, 1951.
- Jean Boulogne, Brussel, Kon. Academie, 1956.
- Sint-Niklaaskerk Gent, 1960.
- Inventaris van de kerken in Oost-Vlaanderen, 8 volumes, Gent, 1965.
  - Het retabel van het Lam Gods in de Sint-Baafskathedraal te Gent, Provinciebestuur van Oost-Vlaanderen, Inventaris van het Kunstpatrimonium 6, Gent, 1965.
- Van Eyck: het Gentse retabel, 1973.
- Van Eyck: The Ghent Altarpiece, Viking Press, 1973.
- De Vijd-Borluut fundatie en het Lam Godsretabel 1432-1797, Brussel, Kon. Academie, 1976.
- De kwartierstaat en het graf van Jan van Eyck, Brussel, Kon. Academie, 1977.
- Hubert en Jan van Eyck, Antwerpen, Mercatorfonds, 1980.
- Hubert und Jan van Eyck, Königstein/Taunus 1980.
- Hubert and Jan Van Eyck, New York, Alpine Press, 1981.
- Hubert et Jan van Eyck, Paris, Albin Michel, 1981.
- De iconografie der Van Eycks, Brugge, Genootschap voor geschiedenis, 1982.
- Het Monforteretabel van Hudo van der Goes, Brussel, Kon. Academie, 1985.
- Rogier van der Weyden, Revisie van de documenten, 1995.
- Hugo van der Goes, 1998.
- (samen met Jellie Dijkstra) Rogier de le Pasture van der Weyden. Introduction à l’oeuvre. Relecture des sources, Doornik, La Renaissance du Livre, 1999.
- De ring van Sint-Dunstan : de voormalige Sint-Pietersabdijkerk en haar kunstpatrimonium, Gent, Provincie Oost-Vlaanderen, 2003.